# Коростенська міська школа мистецтв імені А. Білошицького
Коростенська міська школа мистецтв імені А. Білошицького — міська школа мистецтв у місті Коростені (райцентр Житомирської області).

## Загальні дані та історія
Коростенська міська школа мистецтв імені А. Білошицького розташована за адресою:
вул. І. Франка, 6, м. Коростень-11500, Житомирська область, Україна.
В школі навчається більше 400 дітей.
Директор закладу — Володимир Васильович Демиденко.
Коростенська міська школа мистецтв створена рішенням 33-ї сесії 4-го скликання в 2006 році. Вона носить ім'я випускника Коростенської музичної школи, відомого композитора, диригента, педагога Анатолія Білошицького (помер 1994 року). 16 квітня 2008 року в Школі мистецтв було відкрито Кімнату-музей Анатолія Білошицького — шкільний музей, в якому розміщені матеріали та експонати, які відображають історію та творчу діяльність школи, життєвий та творчий шлях А.В. Білошицького.

## Структура і діяльність
Учні Коростенської міської школи мистецтв імені А. Білошицького займаються на різноманітних відділах:
- відділ фортепіано;
- відділ струнно-смичкових інструментів;
- відділ духових інструментів;
- відділ народних інструментів;
- клас сольного співу;
- клас хореографії;
- клас електроклавіш.

Педагогічний колектив школи залучає юних коростенців до мистецтва музики, підготовку обдарованих дітей до навчання в музичних та культурно-просвітніх закладах.
Викладачі та учні школи постійно беруть участь в загальноміських заходах. На обласних, регіональних та всеукраїнських конкурсах вихованці школи займають призові місця.

## Виноски
1. ↑  Коростенська міська школа мистецтв ім. А. Білошицького [Архівовано 5 березня 2016 у Wayback Machine.] на Коростень. Міський інформаційний портал [Архівовано 1 липня 2010 у Wayback Machine.]
2. ↑  Кімната-музей Анатолія Білошицького [Архівовано 5 березня 2016 у Wayback Machine.] на Коростень. Міський інформаційний портал [Архівовано 1 липня 2010 у Wayback Machine.]